# Alfredo Pacini
Alfredo Pacini, italijanski rimskokatoliški duhovnik, škof in kardinal, * 10. februar 1888, Capannori, † 23. december 1967, Rim.

## Življenjepis
25. julija 1913 je prejel duhovniško posvečenje.
23. aprila 1946 je bil imenovan za apostolskega nuncija na Haitiju in v Dominikanski republiki; 28. aprila za naslovnega nadškofa Germie in 11. junija istega leta je prejel škofovsko posvečenje.
23. aprila 1949 je postal apostolski nuncij v Urugvaju in 4. februarja 1960 apostolski nuncij v Švici. Leta 1967 se je vrnil v Rimsko kurijo kot uradnik.
26. junija 1967 je bil povzdignjen v kardinala in imenovan za kardinal-diakona Ss. Angeli Custodi a Città Giardino.